# Gerda Uhlemann
Gerda Uhlemann z domu Mittenzwei (ur. 22 lutego 1945 w Königstein im Taunus) – niemiecka lekkoatletka reprezentująca Niemiecką Republikę Demokratyczną, specjalistka wielobojów i skoku w dal, olimpijka z 1968.

## Kariera sportowa
Na pierwszych europejskich igrzyskach juniorów w 1964 w Warszawie zdobyła brązowe medale w biegu na 80 metrów przez płotki i w sztafecie 4 × 100 metrów oraz zajęła 6. miejsce w skoku w dal.
Zajęła 6. miejsce w pięcioboju i odpadła w kwalifikacjach skoku w dal na mistrzostwach Europy w 1966 w Budapeszcie. Na igrzyskach olimpijskich w 1968 w Meksyku zajęła 19. miejsce w pięcioboju.
Była mistrzynią NRD w pięcioboju w 1966, wicemistrzynią w 1967 oraz brązową medalistką w 1965 i 1968. W skoku w dal zdobyła srebrny medal w 1966 oraz brązowy w 1964, 1965 i 1967, a w sztafecie 4 × 100 metrów zdobyła srebrny medal w 1966 i brązowy w 1967. W hali była wicemistrzynią NRD w biegu sztafetowym 4 × 1 okrążenie w 1965, a w skoku w dal wicemistrzynią w 1967 oraz brązową medalistką w 1964 i 1965.
21 lipca 1968 w Leningradzie ustanowiła rekord NRD wynikiem 4889 punktów (według ówczesnej punktacji).

## Rekordy życiowe
Rekordy życiowe Gerdy Uhlemann:
- skok w dal – 6,33 m (26 maja 1968, Schielleiten)
- pięciobój – 4889 pkt (21 lipca 1968, Leningrad)